# Wereldkampioenschap honkbal 2007
Het wereldkampioenschap honkbal 2007 werd van dinsdag 6 tot en met zondag 18 november 2007 gehouden in Taiwan. De Verenigde Staten wonnen voor de derde maal het toernooi. Ze versloegen in de finale Cuba met 6-3. Derde werd Japan, vierde Nederland.

## Speelsteden
| Plaats   | Stadion                                    | Capaciteit |
| -------- | ------------------------------------------ | ---------- |
| Táijhong | Taichung Intercontinental Baseball Stadium | 15.000     |
| Táijhong | Taichung Baseball Field                    | 10.500     |
| Taipei   | Tien-Mou                                   | onbekend   |
| Taipei   | Shinchuan                                  | onbekend   |

## Deelnemende teams
De volgende 16 teams hebben zich geplaatst voor het eindtoernooi:
- Chinees Taipei (Gastland)
- Cuba (Titelhouder)
- Canada
- Thailand
- Duitsland
- Spanje
- Australië
- Japan
- Mexico
- Nederland
- Panama
- Venezuela
- Verenigde Staten
- Zuid-Afrika
- Zuid-Korea
- Italië

China heeft zich teruggetrokken, waardoor Thailand mee kon doen.

## Groepsfase

### Groep A
De nummers 1 tot en met 4 naar de kwartfinale
| Ploeg            | G | W | V | P  | R(V) | R(T) |
| ---------------- | - | - | - | -- | ---- | ---- |
| Verenigde Staten | 7 | 6 | 1 | 12 | 45   | 18   |
| Chinees Taipei   | 7 | 5 | 2 | 10 | 53   | 25   |
| Japan            | 7 | 5 | 2 | 10 | 48   | 18   |
| Mexico           | 7 | 4 | 3 | 8  | 57   | 32   |
| Panama 1         | 7 | 3 | 4 | 6  | 22   | 39   |
| Italië           | 7 | 3 | 4 | 6  | 27   | 31   |
| Spanje           | 7 | 2 | 5 | 4  | 27   | 58   |
| Zuid-Afrika      | 7 | 0 | 7 | 0  | 14   | 72   |

1De IBAF, naar beslissing van het IBAF Uitvoerend Comité, heeft besloten dat het team van Panama, dat vijf spelers opstelde die niet verzekerd waren tijdens de wedstrijden van 7 en 8 november op het 37e WK Honkbal:

1. deze vijf spelers niet mochten deelnemen aan wedstrijden #3 en #11.

2. het Panamese team wedstrijden #3 en #11 forfait moet geven.

3. het officiële resultaat voor wedstrijd #3: Spanje - Panama 9-0.

4. het officiële resultaat voor wedstrijd #11: Verenigde Staten - Panama 9-0.

5. in de officiële documenten en in de eindrangschikking deze veranderingen worden doorgevoerd.

#### Wedstrijden
dinsdag 6 november 2007
- Chinees Taipei - Italië 17.00 uur (Tien-Mou) (Uitgesteld naar 12 november) 1 - 0

woensdag 7 november 2007
- Spanje - Panama 12.00 uur (Intercontinental) 0 - 5
- Zuid-Afrika - Japan 15.00 uur (Taichung) 1 - 11
- Mexico - Verenigde Staten 18.00 uur (Intercontinental) 0 - 3

donderdag 8 november 2007
- Italië - Spanje 12.00 uur (Taichung) 11 - 1 (7 innings)
- Verenigde Staten - Panama 12.00 uur (Intercontinental) 7 - 0
- Japan - Mexico 18.00 uur (Taichung) 15 - 3 (7 innings)
- Zuid-Afrika - Chinees Taipei 18.00 uur (Intercontinental) 1 - 16 (7 innings)

vrijdag 9 november 2007
- Italië - Verenigde Staten 12.00 uur (Taichung) 6 - 2
- Spanje - Zuid-Afrika 12.00 uur (Intercontinental) 7 - 4
- Panama - Mexico 18.00 uur (Taichung) 3 - 2
- Chinees Taipei - Japan 18.00 uur (Intercontinental) 6 - 1

zaterdag 10 november 2007
- Mexico - Zuid-Afrika 12.00 uur (Taichung) 13 - 3 (8 innings)
- Spanje - Chinees Taipei 12.00 uur (Intercontinental) 4 - 8
- Italië - Panama 18.00 uur (Taichung) 0 - 6
- Verenigde Staten - Japan 18.00 uur (Intercontinental) 5 - 1

zondag 11 november 2007
- Zuid-Afrika - Italië 12.00 uur (Taichung) 0 - 8
- Chinees Taipei - Mexico 12.00 uur (Intercontinental) 5 - 9
- Spanje - Verenigde Staten 18.00 uur (Taichung) 2 - 12 (7 innings)
- Japan - Panama 18.00 uur (Intercontinental) 6 - 0

dinsdag 13 november 2007
- Verenigde Staten - Zuid-Afrika 12.00 uur (Taichung) 4 - 2
- Italië - Japan 18.00 uur (Douliu) 0 - 10 (7 innings)
- Mexico - Spanje 18.00 uur (Taichung) 19 - 1 (7 innings)
- Panama - Chinees Taipei 18.00 uur (Intercontinental) 0 - 10

woensdag 14 november 2007
- Japan - Spanje 12.00 uur (Taichung) 4 - 3
- Mexico - Italië 12.00 uur (Intercontinental) 11 - 2
- Panama - Zuid-Afrika 18.00 uur (Taichung)13-3 (7 innings)
- Chinees Taipei - Verenigde Staten 18.00 uur (Intercontinental)7 - 10

### Groep B
| Ploeg      | G | W | V | P  | R(V) | R(T) |
| ---------- | - | - | - | -- | ---- | ---- |
| Cuba       | 7 | 6 | 1 | 12 | 45   | 13   |
| Australië  | 7 | 6 | 1 | 12 | 52   | 20   |
| Nederland  | 7 | 5 | 2 | 10 | 49   | 22   |
| Zuid-Korea | 7 | 4 | 3 | 8  | 39   | 17   |
| Canada     | 7 | 4 | 3 | 8  | 50   | 22   |
| Venezuela  | 7 | 2 | 5 | 4  | 36   | 37   |
| Duitsland  | 7 | 1 | 6 | 2  | 13   | 52   |
| Thailand   | 7 | 0 | 7 | 0  | 7    | 108  |

#### Wedstrijden
woensdag 7 november 2007
- Cuba - Australië 12.00 uur (Tien-Mou) 3 - 2 (10 innings)
- Nederland - Thailand 12.00 uur (Shinchuan) 16 - 0 (7 innings)
- Zuid-Korea -Canada 18.00 uur (Tien-Mou) 5 - 0
- Duitsland - Venezuela 18.00 uur (Shinchuan) 0 - 8

donderdag 8 november 2007
- Venezuela - Zuid-Korea 12.00 uur (Tien-Mou) 0 - 4
- Thailand -Canada 12.00 uur (Shinchuan) 0 - 18 (7 innings)
- Australië - Nederland 18.00 uur (Tien-Mou) 4 - 3
- Duitsland - Cuba 18.00 uur (Shinchuan) 3 - 7

vrijdag 9 november 2007
- Zuid-Korea - Thailand 12.00 uur (Tien-Mou) 18 - 2 (7 innings)
- Australië - Venezuela 12.00 uur (Shinchuan) 7 - 4 (11 innings)
- Nederland - Duitsland 18.00 uur (Tien-Mou) 15 - 5 (8 innings)
- Cuba - Canada 18.00 uur (Shinchuan) 6 - 3

zaterdag 10 november 2007
- Venezuela - Nederland 12.00 uur (Tien-Mou) 4 - 7
- Canada - Duitsland 12.00 uur (Shinchuan) 10 - 0 (8 innings)
- Cuba - Zuid-Korea 18.00 uur (Tien-Mou) 7 - 2
- Thailand - Australië 18.00 uur (Shinchuan) 1 - 26 (7 innings)

zondag 11 november 2007
- Australië - Zuid-Korea 12.00 uur (Tien-Mou) 2 - 1
- Nederland - Canada 12.00 uur (Shinchuan) 1 - 7
- Duitsland - Thailand 18.00 uur (Tien-Mou) 2 - 0
- Venezuela - Cuba 18.00 uur (Shinchuan) 0 - 10 (7 innings)

dinsdag 13 november 2007
- Thailand - Cuba 12.00 uur (Tien-Mou) 1 - 11 (7 innings)
- Australië - Duitsland 12.00 uur (Shinchuan) 4 - 2
- Canada - Venezuela 18.00 uur (Tien-Mou) 6 - 3
- Zuid-Korea - Nederland 18.00 uur (Shinchuan) 1 - 5

woensdag 14 november 2007
- Cuba - Nederland 12.00 uur (Tien-Mou) 1 - 2
- Duitsland - Zuid-Korea 12.00 uur (Shinchuan) 1 - 8
- Canada - Australië 18.00 uur (Tien-Mou) 6 - 7
- Venezuela - Thailand 18.00 uur (Shinchuan) 17 - 3 (7 innings)

## Kwartfinale
vrijdag 16 november 2007
- Nummer 2 poule B - Nummer 3 poule A 12.00 uur (Shinchuan) I

| Ploeg     | 1 | 2 | 3 | 4 | 5 | 6 | 7 | 8 | 9 | Runs | Hits | Errors |
| --------- | - | - | - | - | - | - | - | - | - | ---- | ---- | ------ |
| Australië | 0 | 0 | 0 | 0 | 0 | 0 | 0 | 0 | 0 | 0    | 7    | 0      |
| Japan     | 0 | 0 | 0 | 0 | 0 | 0 | 0 | 0 | 3 | 3    | 11   | 0      |

- Nummer 2 poule A - Nummer 3 poule B 12.00 uur (Tien-Mou) II

| Ploeg          | 1 | 2 | 3 | 4 | 5 | 6 | 7 | 8 | 9 | 10 | 11 | Runs | Hits | Errors |
| -------------- | - | - | - | - | - | - | - | - | - | -- | -- | ---- | ---- | ------ |
| Chinees Taipei | 0 | 0 | 2 | 0 | 0 | 0 | 0 | 0 | 0 | 0  | 1  | 3    | 7    | 0      |
| Nederland      | 0 | 0 | 0 | 0 | 0 | 1 | 0 | 0 | 1 | 0  | 4  | 6    | 7    | 3      |

- Nummer 1 poule A - Nummer 4 poule B 18.00 uur (Shinchuan) III

| Ploeg            | 1 | 2 | 3 | 4 | 5 | 6 | 7 | 8 | 9 | Runs | Hits | Errors |
| ---------------- | - | - | - | - | - | - | - | - | - | ---- | ---- | ------ |
| Zuid-Korea       | 0 | 0 | 0 | 0 | 0 | 1 | 0 | 0 | 0 | 1    | 5    | 0      |
| Verenigde Staten | 2 | 0 | 1 | 0 | 0 | 0 | 0 | 0 | X | 3    | 6    | 0      |

- Nummer 1 poule B - Nummer 4 poule A 18.00 uur (Tien-Mou) IV

| Ploeg  | 1 | 2 | 3 | 4 | 5 | 6 | 7 | 8 | 9 | Runs | Hits | Errors |
| ------ | - | - | - | - | - | - | - | - | - | ---- | ---- | ------ |
| Mexico | 0 | 0 | 0 | 0 | 0 | 0 | 0 | 0 | 0 | 0    | 6    | 2      |
| Cuba   | 1 | 0 | 0 | 0 | 3 | 0 | 0 | 2 | X | 6    | 7    | 0      |

## Halve finale
zaterdag 17 november 2007
- Winnaar wedstrijd II - Winnaar wedstrijd III 18.00 uur (Shinchuan) VII

| Ploeg            | 1 | 2 | 3 | 4 | 5 | 6 | 7 | 8 | 9 | Runs | Hits | Errors |
| ---------------- | - | - | - | - | - | - | - | - | - | ---- | ---- | ------ |
| Nederland        | 0 | 0 | 0 | 0 | 0 | 0 | 0 | 0 | 0 | 0    | 6    | 2      |
| Verenigde Staten | 1 | 0 | 0 | 0 | 0 | 0 | 0 | 4 | X | 5    | 6    | 0      |

- Winnaar wedstrijd I - Winnaar wedstrijd IV 18.00 uur (Tien-Mou) VIII

| Ploeg | 1 | 2 | 3 | 4 | 5 | 6 | 7 | 8 | 9 | Runs | Hits | Errors |
| ----- | - | - | - | - | - | - | - | - | - | ---- | ---- | ------ |
| Cuba  | 0 | 0 | 0 | 3 | 0 | 0 | 0 | 0 | 2 | 5    | 12   | 0      |
| Japan | 0 | 0 | 0 | 0 | 0 | 0 | 1 | 0 | 2 | 3    | 6    | 0      |

## Finale
zondag 18 november 2007
- Winnaar wedstrijd VII - Winnaar wedstrijd VIII 16.30 uur (Tien-Mou)

| Ploeg            | 1 | 2 | 3 | 4 | 5 | 6 | 7 | 8 | 9 | Runs | Hits | Errors |
| ---------------- | - | - | - | - | - | - | - | - | - | ---- | ---- | ------ |
| Verenigde Staten | 0 | 3 | 1 | 1 | 0 | 0 | 1 | 0 | 0 | 6    | 14   | 1      |
| Cuba             | 0 | 0 | 0 | 0 | 2 | 0 | 0 | 1 | 0 | 3    | 7    | 0      |

## wedstrijden voor 3e tot 8e plaats
zaterdag 17 november 2007
om 5e tot en met 8e plaats
- Verliezer wedstrijd I - Verliezer wedstrijd IV 12.00 uur (Shinchuan) V

| Ploeg     | 1 | 2 | 3 | 4 | 5 | 6 | 7 | 8 | 9 | Runs | Hits | Errors |
| --------- | - | - | - | - | - | - | - | - | - | ---- | ---- | ------ |
| Australië | 0 | 1 | 5 | 0 | 0 | 1 | 0 | 0 | 0 | 7    | 13   | 0      |
| Mexico    | 0 | 0 | 0 | 0 | 1 | 0 | 0 | 0 | 0 | 1    | 7    | 1      |

- Verliezer wedstrijd II - Verliezer wedstrijd III 12.00 uur (Tien-Mou) VI

| Ploeg          | 1 | 2 | 3 | 4 | 5 | 6 | 7 | 8 | 9 | Runs | Hits | Errors |
| -------------- | - | - | - | - | - | - | - | - | - | ---- | ---- | ------ |
| Chinees Taipei | 0 | 0 | 0 | 0 | 0 | 0 | 0 | 0 | 0 | 0    | 3    | 1      |
| Zuid-Korea     | 0 | 0 | 0 | 0 | 2 | 0 | 1 | 0 | X | 3    | 12   | 1      |

zondag 18 november 2007
om 7e en 8e plaats
- Verliezer wedstrijd V - Verliezer wedstrijd VI 09.00 uur (Shinchuan)

| Ploeg          | 1 | 2 | 3 | 4 | 5 | 6 | 7 | 8 | 9 | Runs | Hits | Errors |
| -------------- | - | - | - | - | - | - | - | - | - | ---- | ---- | ------ |
| Mexico         | 0 | 3 | 1 | 0 | 0 | 0 | 1 | 0 | 1 | 6    | 11   | 2      |
| Chinees Taipei | 0 | 1 | 0 | 0 | 0 | 0 | 0 | 3 | 0 | 4    | 11   | 1      |

om 3e en 4e plaats
- Verliezer wedstrijd VIII - Verliezer wedstrijd VII 10.00 uur (Tien-Mou)

| Ploeg     | 1 | 2 | 3 | 4 | 5 | 6 | 7 | 8 | 9 | Runs | Hits | Errors |
| --------- | - | - | - | - | - | - | - | - | - | ---- | ---- | ------ |
| Japan     | 0 | 0 | 0 | 0 | 0 | 2 | 3 | 0 | 0 | 5    | 9    | 0      |
| Nederland | 0 | 0 | 0 | 0 | 0 | 0 | 0 | 0 | 0 | 0    | 2    | 1      |

om 5e en 6e plaats
- Winnaar wedstrijd VI - Winnaar wedstrijd V 13.00 uur (Shinchuan)

| Ploeg      | 1 | 2 | 3 | 4 | 5 | 6 | 7 | 8 | 9 | Runs | Hits | Errors |
| ---------- | - | - | - | - | - | - | - | - | - | ---- | ---- | ------ |
| Zuid-Korea | 0 | 0 | 0 | 0 | 0 | 4 | 0 | 1 | 0 | 5    | 10   | 0      |
| Australië  | 2 | 0 | 0 | 0 | 0 | 0 | 0 | 0 | 0 | 2    | 10   | 1      |

## Eindrangschikking
| Goud   | Verenigde Staten |
| Zilver | Cuba             |
| Brons  | Japan            |
| 4      | Nederland        |
| 5      | Zuid-Korea       |
| 6      | Australië        |
| 7      | Mexico           |
| 8      | Chinees Taipei   |